# سرو گلابرا
سرو گلابرا (نام علمی: Cupressus glabra) نام یک گونه از سرده سرو است.